# 新倉敷駅前
新倉敷駅前（しんくらしきえきまえ）は、岡山県倉敷市玉島地域の長尾地区にある町丁。1〜5丁目が設定されており、いずれも長尾学区の一部となる。
郵便番号は710-0253（玉島郵便局管区）である。人口は、新倉敷駅前1丁目が279人、新倉敷駅前2丁目が149人、新倉敷駅前3丁目が556人、新倉敷駅前4丁目が377人、新倉敷駅前5丁目が776人で、1-5丁目の総計は2,137人（2014年3月末現在）。

## 概要
JR新倉敷駅南側一帯に広がる、区画整理事業により整備された新興市街地である。もとは爪崎（玉島爪崎）の一部であったが、2000年代前半より区画整理が行われ風景が一変した。整備事業完了後の2005年に該当地が爪崎から分離し、新たに新倉敷駅前1-5丁目の町区が設定された。玉島で住所の町字に「玉島」の名を冠しない唯一の土地である。
当地の北端を新倉敷駅と東西に走るJR山陽本線・山陽新幹線、南端を東西に走る国道2号があり、また当地西端を南北に流れる道口川、ほぼ東端に南北に延びるようにそびえる丘陵地の鉾島山があり、それら間に挟まれるように当地がある。区域の形は四角形に近い。当地内を北東から南西に斜めに新川が流れる。
なお、新倉敷駅北側は大型幹線道路（岡山県道60号倉敷笠岡線）の整備等はあるものの、大規模な区画整理などは行われておらず旧来の大字のままであり、当地とは別の町字となる。

## 地勢
- 河川
  - 道口川
  - 新川

## 主要施設
公共施設
- 新倉敷駅南公園

物販店舗
- ハローズ
- スーパードラッグひまわり
- エディオン
- 紳士服のはるやま
- 洋服の青山
- しまむら
- 眼鏡市場
- セブンイレブン

飲食店
- 餃子の王将
- ガスト
- まいどおおきに食堂（新倉敷食堂）
- ジョイフル
- 珈琲館

金融
- 中国銀行
- 広島銀行
- 玉島信用金庫
- 笠岡信用組合

娯楽
- ファンタジスタ

事業所
- 中国電業舎

医療
- ゆのき医院
- 西崎内科
- 鳥越医院

## 交通

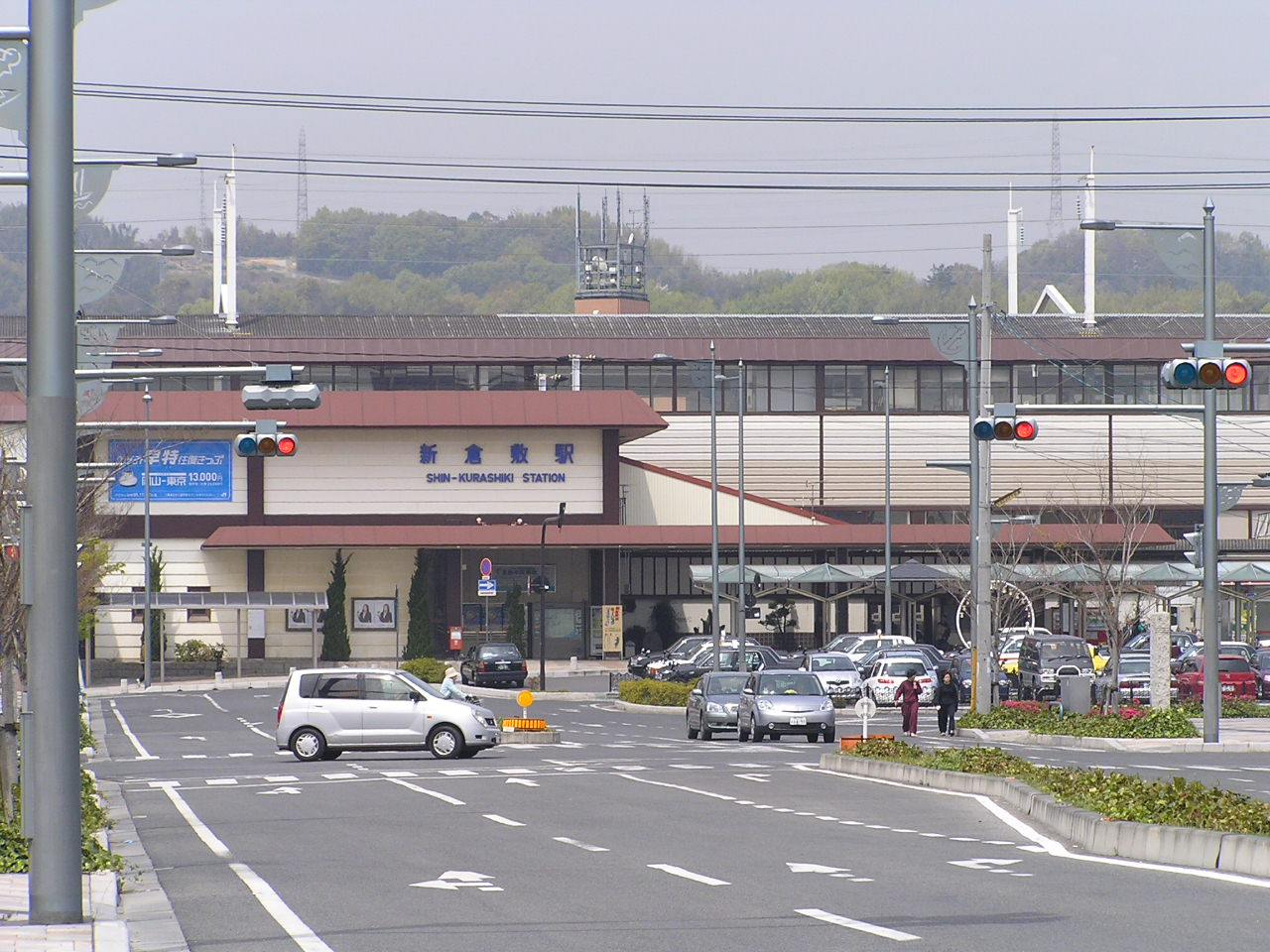
新倉敷停車場線沿いの風景

### 道路
- 国道2号（玉島バイパス）
- 岡山県道41号新倉敷停車場線

### 路線バス
- 両備バス
- 井笠バスカンパニー

### 鉄道
西日本旅客鉄道（JR西日本）
- 山陽本線・山陽新幹線
  - 新倉敷駅 - 当地と爪崎との境界上にあり、住所は玉島爪崎になるが記載する。